# 富雅国际金融中心
富雅國際金融中心是中国廣西壯族自治區南寧市良庆區的摩天大楼，建筑高度为311米，地上70层。